# Lưu Hiểu Giang
Lưu Hiểu Giang (tiếng Trung: 刘晓江; sinh tháng 12 năm 1949) là Đô đốc đã nghỉ hưu của Hải quân Quân Giải phóng Nhân dân Trung Quốc (PLAN), nguyên Chính ủy Hải quân Quân Giải phóng Nhân dân Trung Quốc từ năm 2008 đến 2014. Ông là con rể của cựu tổng bí thư Trung Quốc Hồ Diệu Bang.

## Tiểu sử

### Đầu đời
Lưu Hiểu Giang sinh tháng 12 năm 1949 ở Tây An, tỉnh Thiểm Tây, người gốc Cát An, tỉnh Giang Tây. Ông là con của Lưu Hải Tân (刘海滨), cựu chiến binh Hồng quân, nguyên Phó Chủ nhiệm Ủy ban Thường vụ Nhân đại tỉnh Thiểm Tây và là con rể của Hồ Diệu Bang, cựu Tổng Bí thư Đảng Cộng sản Trung Quốc. Do đó ông được xem là một thái tử Đảng.
Lưu Hiểu Giang nhập ngũ năm 1970, gia nhập lực lượng Thiết đạo binh Quân Giải phóng Nhân dân Trung Quốc. Từ tháng 4 năm 1972 đến tháng 1 năm 1975, Lưu học tại Đại học Hắc Long Giang của Trung Quốc. Sau khi tốt nghiệp ông quay trở lại quân đội làm Trung đội trưởng; Cán sự khoa tuyên truyền Phòng Chính trị Sư đoàn Thiết đạo binh.

### Binh nghiệp
Từ năm 1978 đến năm 1980, Lưu Hiểu Giang làm thư ký cho Văn phòng Cục Thông tin, Bộ Tổng Tham mưu.
Từ năm 1980 đến năm 1983, Lưu Hiểu Giang làm thư ký cho Phó Tổng Tham mưu trưởng Lưu Hoa Thanh, sau trở thành Tư lệnh Hải quân Trung Quốc.
Tháng 7 năm 1983, ông được điều sang công tác tại Hải quân Quân Giải phóng Nhân dân Trung Quốc, giữ chức phó trưởng phòng phòng Thư ký, Văn phòng Bộ tư lệnh Hải quân Trung Quốc.
Từ tháng 9 năm 1984, ông làm Phó trưởng phòng rồi trưởng phòng phòng điều phối kế hoạch, Cục Cán bộ, Tổng cục Chính trị.
Tháng 9 năm 1988, phong quân hàm Đại tá. Tháng 7 năm 1990, ông làm Trưởng phòng phòng Văn nghệ, Cục Văn hóa, Tổng cục Chính trị. Tháng 12 năm 1992 đến tháng 8 năm 1998, Lưu Hiểu Giang giữ chức vụ Phó Cục trưởng Cục Văn hóa, sau đó là Cục trưởng Cục Văn hóa, Tổng cục Chính trị. Tháng 7 năm 1993, thăng quân hàm Thiếu tướng.
Tháng 8 năm 1998, ở tuổi 49, Lưu Hiểu Giang được điều động giữ chức vụ Phó Chủ nhiệm Cục Chính trị Hải quân Quân Giải phóng Nhân dân Trung Quốc, đồng thời cải phong quân hàm Thiếu tướng Hải quân.
Tháng 7 năm 2001, bổ nhiệm giữ chức Phó Chính ủy Hải quân kiêm Bí thư Ủy ban Kiểm tra Kỷ luật Hải quân Quân Giải phóng Nhân dân Trung Quốc, Ủy viên Thường vụ Đảng ủy Hải quân. Tháng 7 năm 2002, thăng quân hàm Phó đô đốc. Trong khoảng thời gian từ tháng 9 năm 2000 đến tháng 7 năm 2003, Lưu Hiểu Giang theo học tại Trường Đảng Trung ương Đảng Cộng sản Trung Quốc.
Tháng 10 năm 2007, tại Đại hội Đảng Cộng sản Trung Quốc lần thứ 17, Lưu Hiểu Giang được bầu làm Ủy viên Ban Chấp hành Trung ương Đảng khóa XVII. Tháng 12 năm 2008, nhậm chức Bí thư Đảng ủy, Chính ủy Hải quân Quân Giải phóng Nhân dân Trung Quốc, thay thế Hồ Ngạn Lâm nghỉ hưu.
Tháng 6 năm 2011, Lưu Hiểu Giang thụ phong quân hàm Đô đốc. Tháng 11 năm 2012, tại Đại hội Đảng Cộng sản Trung Quốc lần thứ 18, Lưu Hiểu Giang được bầu làm Ủy viên Ban Chấp hành Trung ương Đảng Cộng sản Trung Quốc khóa XVIII.
Tháng 12 năm 2014, 65 tuổi, Lưu Hiểu Giang thôi giữ chức Chính ủy Hải quân, nghỉ công tác trong quân đội, thay thế ông là Miêu Hoa.
Ngày 28 tháng 2 năm 2015, Lưu Hiểu Giang nhậm chức Phó Chủ nhiệm Ủy ban Đối ngoại của Đại hội đại biểu Nhân dân toàn quốc Trung Quốc.

## Gia đình
Trong thời kỳ Cách mạng Văn hóa, Lưu Hiểu Giang kết hôn với Lý Hằng (李恒) con gái Tổng bí thư Trung Quốc Hồ Diệu Bang, cái chết của Hồ Diệu Bang năm 1989 đã kéo theo một loạt các sự kiện cuối cùng dẫn tới các cuộc phản kháng trên Quảng trường Thiên An Môn năm 1989.